# Campionati europei di corsa in montagna 1997
I III Campionati europei di corsa in montagna si sono disputati ad Ebensee, in Austria, il 6 luglio 1997 con il nome di European Mountain Running Trophy 1997. Il titolo maschile è stato vinto da Helmut Schmuck, quello femminile da Eroica Spiess. 

## Uomini Seniores
Individuale
| Pos.    | Atleta            | Nazione     | Tempo  |
| ------- | ----------------- | ----------- | ------ |
| Oro     | Helmut Schmuck    | Austria     | 49'46" |
| Argento | Antonio Molinari  | Italia      | 50'48" |
| Bronzo  | Peter Schatz      | Austria     | 50'56" |
| 4       | Richard Findlow   | Inghilterra | 51'05" |
| 5       | Marcel Matanin    | Slovacchia  | 51'07" |
| 6       | Marco De Gasperi  | Italia      | 51'16" |
| 7       | Orlando Francisco | Portogallo  | 52'01" |
| 8       | Thierry Icart     | Francia     | 52'09" |
| 9       | Karl Gruber       | Italia      | 52'15" |
| 10      | Robert Petro      | Slovacchia  | 52'22" |

Squadre
| Pos.    | Squadra    | Punti |
| ------- | ---------- | ----- |
| Oro     | Italia     | 17    |
| Argento | Austria    | 18    |
| Bronzo  | Slovacchia | 27    |

## Donne Seniores
Individuale
| Pos.    | Atleta                 | Nazione     | Tempo  |
| ------- | ---------------------- | ----------- | ------ |
| Oro     | Eroica Spiess          | Svizzera    | 49'26" |
| Argento | Carol Greenwood        | Inghilterra | 50'06" |
| Bronzo  | Isabella Moretti       | Svizzera    | 50'22" |
| 4       | Angela Mudge           | Scozia      | 50'27" |
| 5       | Gudrun Pflüger         | Austria     | 51'21" |
| 6       | Jaroslava Bukvajova    | Slovacchia  | 51'36" |
| 7       | Benedicte Molle        | Francia     | 51'44" |
| 8       | Nadedja Gousselscikova | Russia      | 51'53" |
| 9       | Isabelle Guillot       | Francia     | 52'00" |
| 10      | Flavia Gaviglio        | Italia      | 52'07" |

Squadre
| Pos.    | Squadra     | Punti |
| ------- | ----------- | ----- |
| Oro     | Svizzera    | 4     |
| Argento | Inghilterra | 13    |
| Bronzo  | Francia     | 16    |

## Medagliere
| Posizione | Paese       | Oro | Argento | Bronzo | Totale |
| --------- | ----------- | --- | ------- | ------ | ------ |
| 1         | Svizzera    | 2   | 0       | 1      | 3      |
| 2         | Austria     | 1   | 1       | 1      | 3      |
| 3         | Italia      | 1   | 1       | 0      | 2      |
| 4         | Inghilterra | 0   | 2       | 0      | 2      |
| 5         | Francia     | 0   | 0       | 1      | 1      |
| 5         | Slovacchia  | 0   | 0       | 1      | 1      |